# Interferometro di Michelson

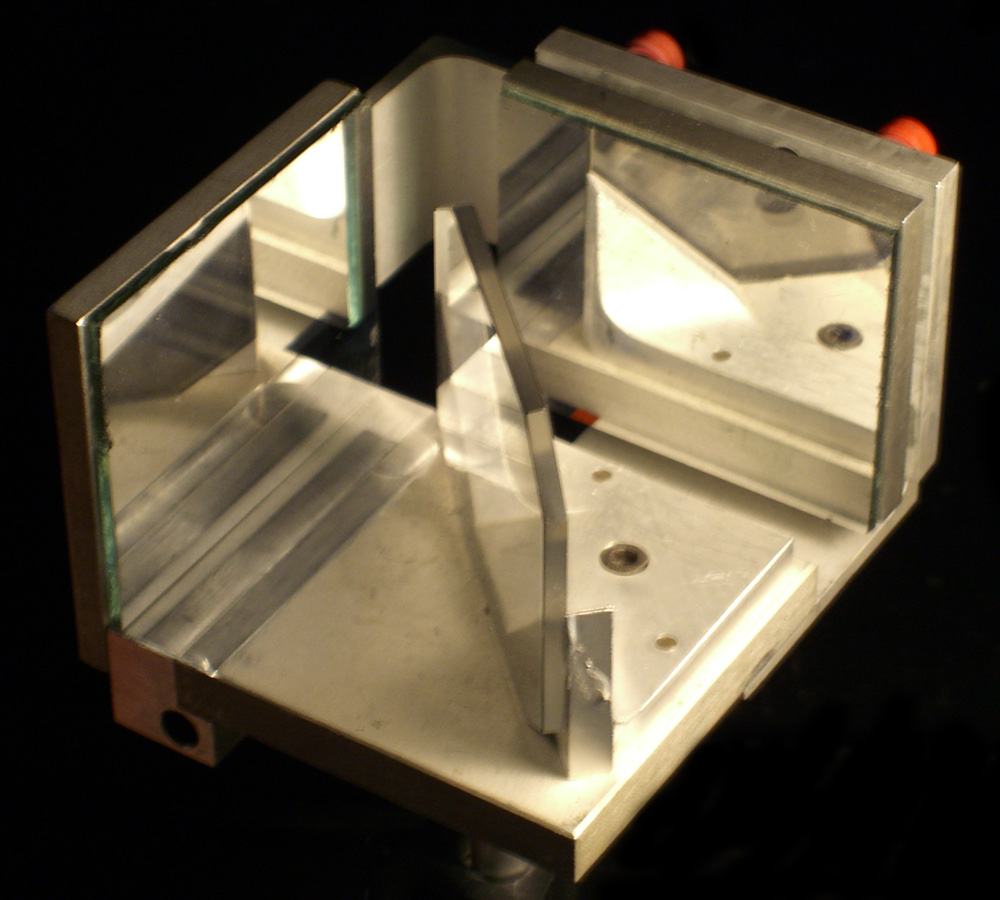
Un interferometro di Michelson

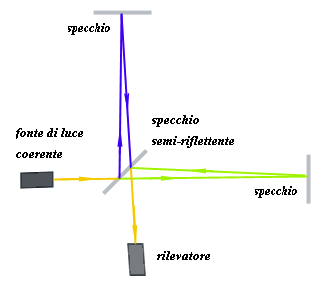
Schema dell'interferometro di Michelson

L'interferometro di Michelson, dall'inventore Albert Abraham Michelson, è la tipologia più comune di interferometro. La figura d'interferenza è ottenuta suddividendo un fascio di fotoni in due fasci, indirizzandoli su percorsi diversi e facendoli convergere nuovamente. I due percorsi devono avere lunghezze differenti o avvenire in materiali diversi, in modo che ci sia un notevole sfasamento nel cammino ottico.
Michelson ed Edward Morley utilizzarono per la prima volta lo strumento per il loro storico esperimento del 1887 che dimostrò l'inesistenza dell'etere luminifero.

## Configurazione
Si notano dall'illustrazione i due differenti fasci di luce (cammini equiprobabili per il singolo fotone): uno viene riflesso dallo specchio semiriflettente, giunge sullo specchio in alto, dal quale viene riflesso ed, attraversando lo specchio semiriflettente, incontra il rilevatore. Il secondo fascio invece prima attraversa lo specchio semiriflettente e successivamente viene riflesso nel rilevatore. Due altri fasci non convergono sul rilevatore, e non sono quindi presi in considerazione.
Se i cammini differiscono per numeri interi di lunghezze d'onda, l'interferenza costruttiva genera un forte segnale in uscita. Per differenze uguali a un numero dispari di mezze lunghezze d'onda, l'interferenza è distruttiva e il segnale prossimo a zero.
Alla fine del XIX secolo, la figura era ottenuta usando una lampadina a luminescenza di gas, un filtro, e una sottile scanalatura.

## Applicazione
L'esperimento più noto che usò l'interferometro fu quello di Michelson-Morley del 1887 che, successivamente, portò alla formulazione della relatività ristretta di Einstein nel 1905; tuttavia le potenziali applicazioni sono ben varie.
Ad esempio viene usato l'interferometro per l'osservazione e la misura delle onde gravitazionali, e il progetto italo-francese di Virgo ne è esempio attuale.
Nel 2015, l'interferometro venne utilizzato dalla collaborazione tra il progetto americano LIGO e quello europeo Virgo per effettuare la prima registrazione di un'onda gravitazionale.
Un impiego significativo dell'interferometro di Michelson è stato la realizzazione di spettrometri infrarossi a trasformata di Fourier (FTIR).
Per altri usi è talvolta più adatta la geometria di interferometro propria di quello di Mach-Zehnder.